# Muzej za umjetnost i obrt
Muzej za umjetnost i obrt osnovan je 17. veljače 1880. godine,  na inicijativu Društva umjetnosti i njegovog tadašnjeg predsjednika Izidora Kršnjavija kao jedna od prvih institucija takve vrste u Europi. Muzej se nalazi na zagrebačkom Trgu Republike Hrvatske, nasuprot Hrvatskog narodnog kazališta.
S osloncem na teoretske postavke pokreta Arts & Crafts u Engleskoj, te idejne postulate Gottfrieda Sempera, Muzej je zamišljen s namjerom da se stvori “zbirka uzoraka za majstore obrtnike i umjetnike koji treba da ponovo unaprijede proizvodnju predmeta svakodnevne upotrebe”. Međutim, na ovoj idejnoj osnovi Kršnjavi ne stvara temelje “obrtnom muzeju”, već ovu instituciju koncipira mnogo progresivnije, otvarajući sintagmom umjetnost i obrt mogućnost šireg područja njezina budućeg djelovanja.
Strategija djelovanja Muzeja bila je usmjerena ka očuvanju tradicionalnih vrijednosti narodnog obrta, ali i stvaranju nove estetičke kulture građanskog sloja, te je 1882. godine uz Muzej osnovana i Obrtna škola, današnja Škola za primijenjenu umjetnost i dizajn.

## Zgrada
Projekt zgrade, namjenski građene za muzej prvi put u Hrvatskoj, izradio je arhitekt Herman Bollé : reprezentativna historicistička palača izgrađena 1888. godine, svojim pročeljem u duhu njemačke renesanse upotpunjuje scenografiju jednog od najljepših zagrebačkih trgova.

## Stalni postav
Aktualni stalni postav, otvoren publici 1995. godine prema zamisli tadašnjeg ravnatelja Vladimira Malekovića i prostornoj artikulaciji arhitekta Marijana Hržića, uključuje građu iz gotovo svih muzejskih zbirki, odabranu po kriterijima kvalitete i stilske reprezentativnosti. Gotovo 3000 izložaka na oko 2000 m² izložbenog prostora, iz zbirki namještaja, keramike, stakla, metala, tekstila, slikarstva, kiparstva, satova, fotografije, grafičkog i produkt dizajna, bjelokosti, knjigoveštva te oslikane i pozlaćene kože, pružaju uvid u razvoj umjetničke i obrtničke produkcije od kasnog srednjeg vijeka do danas, povijesne mijene stilova u kojima se zrcale posebnosti hrvatskog kulturnog prostora te šira duhovna i intelektualna kretanja vremena. U 14 dvorana, kroz dva kata Muzeja, muzejski predmeti predstavljeni su u okviru cjelina koncipiranih tako da u kronološkom slijedu ilustriraju stilska razdoblja u rasponu od gotike do art décoa.

## Zbirke
Odjel zbirki sustavno prikuplja, obrađuje, izlaže i publicira muzejsku građu. Zahvaljujući razvojno usmjerenom oblikovanju fundusa, Muzej za umjetnost i obrt kroz 130 godina djelovanja i pripadajućih faza muzeološkog razvoja, sustavno je razvijao svoje zbirke, reorganizirao postojeće i osnivao nove. Danas ovaj odjel čuva više od 100.000 predmeta lijepe i primijenjene umjetnosti u vremenskom rasponu od 14. do 20. stoljeća, raspoređenih u zbirke:
- Zbirka arhitekture
- Zbirka bjelokosti
- Zbirka dizajna
- Zbirka fotografije
- Zbirka grafike
- Zbirka keramike
- Zbirka kiparstva
- Zbirka metala
- Zbirka muzičkih instr.
- Zbirka namještaja
- Zbirka oslikane kože
- Zbirka satova
- Zbirka slikarstva
- Zbirka stakla
- Zbirka tekstila
- Zbirka tiskarstva
- Zbirka varia
- Zbirka Anke Gvozdanović

## Restauratorske radionice
Muzej ima vlastite restauratorske radionice specijalizirane za metal, keramiku i staklo, tekstil, slikarstvo i polikromnu skulpturu.

## Poveznice
- Popis muzeja u Hrvatskoj

## Vanjske poveznice
- Muzej za umjetnost i obrt
- Ante Vranković: Ivan Komersteiner - Ikonograf čudesno obnovljenog Hrvatskog Kraljevstva, Hrvatsko slovo, br. 1099, 13. 5. 2016., str. 28 (O ikonografiji i simbolici Komersteinerovih veličanstvanih oltara sv. Marije i sv. Ladislav za Zagrebačku katedralu, koji se čuvaju u Muzeju za umjetnost i obrt)